# We Shall Overcome: The Seeger Sessions
We Shall Overcome: The Seeger Sessions es el decimocuarto álbum de estudio del músico estadounidense Bruce Springsteen, publicado por la compañía discográfica Columbia Records en abril de 2006. El álbum, grabado esporádicamente entre 2005 y 2006, incluyó canciones tradicionales de folk popularizadas por el músico estadounidense Pete Seeger.

## Historia
We Shall Overcome: The Seeger Sessions es el primer álbum de Bruce Springsteen que no contuvo material compuesto por el músico. En su lugar, Springsteen versionó varias canciones de la música folclórica de Estados Unidos popularizadas por el músico y activista Pete Seeger. Como músico de folk, Seeger no escribió ninguna de las canciones del álbum, sino que popularizó y promocionó las influencias musicales locales e históricas y reconoció el significado cultural que encarna la música folk.
La grabación del álbum comenzó en 1997, cuando Springsteen grabó «We Shall Overcome» para el álbum tributo Where Have All the Flowers Gone: the Songs of Pete Seeger. Debido a su trasfondo musical, Springsteen no conocía por entonces a Seeger, y desde entonces indagó en su música. Según declaró a la revista Rolling Stone, mientras tocaba las canciones en su casa, su hija comentó: «Hey, that sounds like fun» -en español: «Hey, parece divertido»-, lo que hizo que el músico mostrase más interés en explotar el material y el género musical.
A través de Soozie Tyrell, violinista de la E Street Band, Springsteen conectó con un grupo de músicos poco conocidos de la escena musical de Nueva Jersey y Nueva York, y comenzaron a grabar de modo informal en la granja de Springsteen. Además de Tyrell, Springsteen contrató a The Miami Horns, con quienes trabajó en discos anteriores. Finalmente, el grupo formó lo que se llamó The Sessions Band.
We Shall Overcome: The Seeger Sessions se convirtió en el segundo trabajo consecutivo, después de Devils & Dust, que no incluyó a músicos de la E Street Band y no relacionado con la música rock. Al igual que Devils & Dust, el álbum fue publicado en DualDisc, un formato que incluye información multimedia en ambas caras del disco. En el lanzamiento en formato DualDisc, una cara incluyó el álbum, mientras que la segunda cara incluyó una versión en formato DVD-Audio del disco y un breve largometraje sobre la grabación del álbum, así como dos canciones extra.

## Recepción
Tras su publicación, We Shall Overcome: The Seeger Sessions obtuvo reseñas generalmente positivas de la prensa musical, con una puntuación de 82 sobre 100 en la web Metacritic basada en 25 críticas. Stephen Thomas Erlewine de Allmusic definió el disco como «travieso, despreocupado y positivamente alegre», mientras que la web PopMatters lo describió como «una transfusión sónica en la línea del disco Mermaid Avenue», en referencia a un disco de canciones inéditas de Woody Guthrie interpretadas por Billy Bragg y Wilco. El músico Pete Seeger se mostró satisfecho con el resultado y comentó: «Es un gran honor. Es una persona extraordinaria, así como un cantante extraordinario».
A nivel comercial, We Shall Overcome: The Seeger Sessions alcanzó el tercer puesto tanto en la lista estadounidense Billboard 200 como en la lista de discos más vendidos del Reino Unido. Hasta enero de 2009, el álbum ha vendido más de 700 000 copias en los Estados Unidos, y ha sido certificado por la RIAA como disco de oro. Además, el álbum ganó el premio Grammy al mejor álbum de folk tradicional en la 49.ª gala de los premios.
El 3 de octubre de 2006, el álbum fue reeditado bajo el título de We Shall Overcome: The Seeger Sessions - American Land Edition, con cinco temas extra: las dos canciones incluidas anteriormente en la versión DualDisc y tres nuevos temas interpretadas frecuentemente durante la gira.

## Lista de canciones
Todas las canciones tradicionales o de dominio público excepto donde se anota.
| N.º | Título                    | Escritor(es)                  | Duración |  |
| 1.  | «Old Dan Tucker»          |                               | 2:32     |  |
| 2.  | «Jesse James»             | Billy Gashade                 | 3:50     |  |
| 3.  | «Mrs. McGrath»            |                               | 4:21     |  |
| 4.  | «O Mary Don't You Weep»   |                               | 6:06     |  |
| 5.  | «John Henry»              |                               | 5:10     |  |
| 6.  | «Erie Canal»              | Thomas S. Allen               | 4:04     |  |
| 7.  | «Jacob's Ladder»          |                               | 4:30     |  |
| 8.  | «My Oklahoma Home»        | Bill y Agnes "Sis" Cunningham | 6:04     |  |
| 9.  | «Eyes on the Prize»       |                               | 5:20     |  |
| 10. | «Shenandoah»              |                               | 4:53     |  |
| 11. | «Pay Me My Money Down»    |                               | 4:33     |  |
| 12. | «We Shall Overcome»       | Rev. Charles Tindley          | 4:54     |  |
| 13. | «Froggie Went A-Courtin'» |                               | 4:34     |  |

| Temas extra (versión DualDisc) |                                |                        |          |  |
| N.º                            | Título                         | Escritor(es)           | Duración |  |
| 14.                            | «Buffalo Gals»                 |                        | 3:12     |  |
| 15.                            | «How Can I Keep from Singing?» | Robert Wadsworth Lowry | 2:19     |  |

| Temas extra (versión American Land) |                                                 |                                                                                       |          |  |
| N.º                                 | Título                                          | Escritor(es)                                                                          | Duración |  |
| 14.                                 | «Buffalo Gals»                                  |                                                                                       | 3:12     |  |
| 15.                                 | «How Can I Keep from Singing?»                  | Robert Wadsworth Lowry, Letra: Doris Plenn                                            | 2:19     |  |
| 16.                                 | «How Can a Poor Man Stand Such Times and Live?» | Blind Alfred Reed, Letra adicional: Bruce Springsteen                                 | 3:22     |  |
| 17.                                 | «Bring 'Em Home»                                |                                                                                       | 3:35     |  |
| 18.                                 | «American Land»                                 | Springsteen, inspirada en «He Lies In The American Land» de Andrew Kovaly/Pete Seeger | 4:44     |  |

## Personal
- Bruce Springsteen: voz, guitarra, armónica, órgano Hammond, órgano y percusión
- Sam Bardfeld: violín
- Art Baron: tuba
- Frank Bruno: guitarra
- Jeremy Chatzky: contrabajo
- Mark Clifford: banjo
- Larry Eagle: batería
- Charles Giordano: órgano B3, piano y acordeón
- Ed Manion: saxofón
- Mark Pender: trompeta y coros
- Richie "La Bamba" Rosenberg: trombón y coros
- Patti Scialfa: coros
- Soozie Tyrell: violín y coros

## Posición en listas
| Año  | País              | Lista                    | Posición |
| ---- | ----------------- | ------------------------ | -------- |
| 2006 | Australia         | ARIA Albums Chart        | 21       |
| 2006 | Austria           | Ö3 Austria Top 40        | 3        |
| 2006 | Bélgica (Flandes) | Ultratop 200 Albums      | 3        |
| 2006 | Bélgica (Valonia) | Ultratop 200 Albums      | 10       |
| 2006 | Dinamarca         | Tracklisten Album Top-40 | 1        |
| 2006 | España            | Promusicae Albums Chart  | 2        |
| 2006 | Estados Unidos    | Billboard 200            | 3        |
| 2006 | Francia           | SNEP Albums Chart        | 9        |
| 2006 | Irlanda           | Irish Albums Chart       | 2        |
| 2006 | Italia            | Italian Albums Chart     | 1        |
| 2006 | Noruega           | VG-lista Albums Chart    | 1        |
| 2006 | Países Bajos      | Mega Album Top 100       | 2        |
| 2006 | Reino Unido       | UK Album Chart           | 3        |
| 2006 | Suecia            | Albums Top 60            | 1        |
| 2006 | Suiza             | Top Albums 100           | 5        |